# هروب القاصر

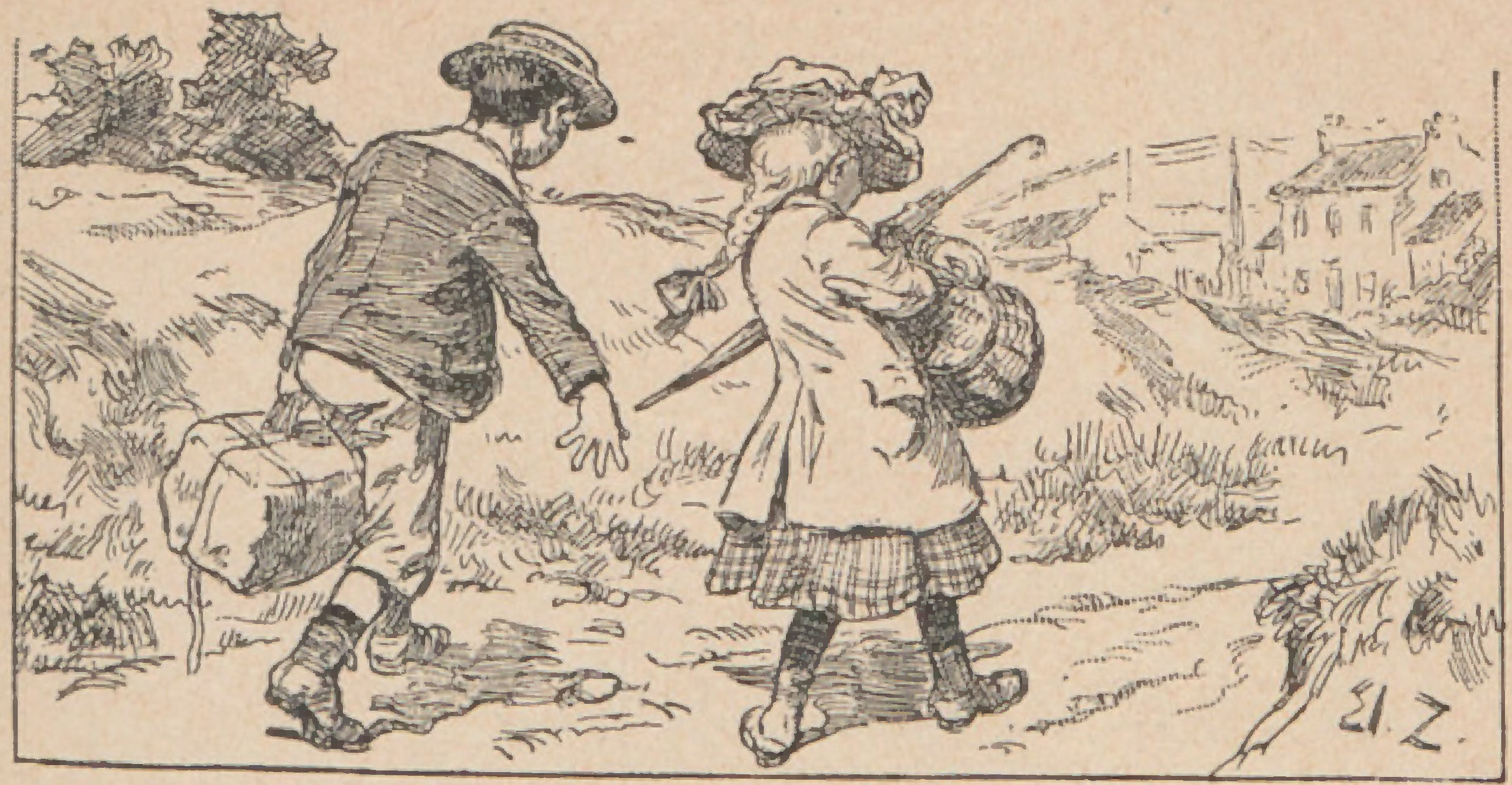
أرجوزون - أم ثانية، 1909 (صفحة 209 المحاصيل)

الهارب هو شخص قاصر أو تحت السن التعسفي، اعتمادًا على السلطة القضائية المحلية، الذي غادر منزل والديه أو الوصي القانوني دون إذن أو تخلص منه أبواه وتعتبره السلطات المحلية يفتقر إلى القدرة على العيش بما يحلو له (ويُشار إلى الكلمة الأخيرة أحيانًا باسم "قليل القيمة").

## نظرة عامة
تشير الدراسات الحالية إلى أن السبب الرئيسي لتشرد الشباب هو الاختلال الوظيفي للأسرة في شكل إهمال الوالدين والاعتداء البدني أو الجنسي وتعاطي المخدرات بين أفراد الأسرة والعنف الأسري. ويمكن أن يحدث الصراع الأسري أيضًا بسبب التغيرات المفاجئة أو الجذرية في تكوين الأسرة (مثل الطلاق أو الزواج مرة أخرى أو وفاة أحد الوالدين) وتعاطي الآباء المخدرات وتعاطي الشباب المخدرات والنشاط الجنسي للشباب.
كما يتساوى الهاربون من الذكور والإناث، ولكن تسعى الإناث بشكل أكبر لطلب المساعدة. وبمجرد أن يصبح الشاب هاربًا، يصبح القلق الأكثر شيوعًا هو إمكانية الاعتداء الجسدي أو الجنسي عليه عند عودته للمنزل، يتبعه أي تعاط للمخدرات بالتبعية. وتقريبًا يواجه خمسون بالمائة من الهاربين صعوبات مع التعليم تشمل التسرب أو الطرد أو الحرمان المؤقت من التعليم.

### أمريكا الشمالية
في أمريكا الشمالية، يعد الأطفال أو الشباب الهاربون مشكلة اجتماعية مزمنة وخطيرة بشكل كبير. وتشير التقديرات إلى أن كل عام هناك ما بين 1.3 و1.5 مليون شاب هارب ومشرد في الولايات المتحدة (كوكو وكورتني، 1998؛ كوس وآخرون، 1994).
يعد الهروب من المنزل جريمة في بعض الولايات القضائية، ولكنه عادة ما يكون جريمة حالة يتم عقابها بالوضع في فترة اختبار، أو لا يعاقب عليها على الإطلاق. كما تعد مساعدة الهارب أو منحه معونة بدلاً من تسليمه إلى الشرطة جريمة أخرى أكثر خطورة تُسمى "إيواء هارب"، وعادة ما تكون جنحة. ويمكن أن يختلف القانون اختلافًا كبيرًا من ولاية قضائية إلى أخرى؛ ففي الولايات المتحدة هناك قانون مختلف في كل ولاية. وقد أظهرت إحدى دراسات مكتب التحقيقات الفيدرالي أن هناك 123581 اعتقالاً للشباب الهارب في الولايات المتحدة.
ويمنح مكتب الأسرة وخدمات الشباب التابع لوزارة الصحة الأمريكية والخدمات الإنسانية أموالاً لبرامج مساعدة الشباب الهارب والمشرد. كما تقدم المنظمة التمويل لنظام الاتصالات National Runaway Switchboard، وهو خط ساخن للشباب الهارب أو الذي يفكر في الهرب أو الواقع في أزمة أو لديه مشكلات مع أبويه وغيرها من المشكلات التي تهم البالغين.

## كتابات أخرى
- Brennan, Tim, David Huizinga, and Delbert S. Elliott. The social psychology of runaways. Lexington, MA: Lexington Books, 1978. ISBN 0-669-00565-7.
- Janus, Mark-David. Adolescent runaways: causes and consequences. Lexington, MA: Lexington Books, 1987. ISBN 0-669-13047-8.
- Goldberg, Jim. Raised by wolves. Zurich and New York: Scalo, 1995. ISBN 1-881616-50-9.
- Whitbeck, Les B., and Dan R. Hoyt. Nowhere to grow: homeless and runaway adolescents and their families. New York: Aldine de Grutyer, 1999. ISBN 0-202-30583-X.
- Gwartney, Debra. Live through this: a mother's memoir of runaway daughters and reclaimed love. Boston: Houghton Mifflin Harcourt, 2009. ISBN 978-0-547-05447-6.

## وصلات خارجية
- National Runaway Switchboard for young people in the United States]] and U.S. Territories]]
- The Runaway Helpline for young people in the المملكة المتحدة
- Family and Youth Services Bureau
- National Clearinghouse on Families & Youth